# Энде, Эдгар
Эдгар Карл Альфонс Энде (нем. Edgar Carl Alfons Ende, 23 февраля 1901 – 27 декабря 1965) — немецкий художник-сюрреалист, отец детского писателя Михаэля Энде.

## Биография
Родился в Альтоне. Учился в Альтонской школе искусств и ремесел с 1916 по 1920 год. В 1922 году женился на Гертруде Струнк, но развелся четыре года спустя. В 1929 году женился во второй раз на Луизе Бартоломе (нем. Luise Bartholomä, 1892 — 1973), которая владела магазином кружев и драгоценных камней на Банхофштрассе. Энде спрятался в магазине от сильного дождя, который продолжался даже, когда магазин закрылся. У них завязался разговор, Луиза пригласила его к себе на чай в свою квартиру на первом этаже. Так они познакомились поближе, и вскоре Энде переехал к ней. Гражданская церемония бракосочетания состоялась 22 февраля 1929 года. 12 ноября 1929 года у пары родился сын Михаэль.
В 1930-х годах сюрреалистические картины Энде начали привлекать значительное внимание критиков, но затем были осуждены нацистским правительством как дегенеративные. Начиная с 1936 года нацисты запретили ему работать и выставлять свои картины.
В 1940 году он был призван в люфтваффе в качестве оператора зенитной артиллерии.
Большинство его картин были уничтожены в результате бомбового налета на Мюнхен в 1944 году, что делает его сохранившиеся довоенные работы чрезвычайно редкими. В 1951 году Энде познакомился с признанным основателем сюрреализма Андре Бретоном, который восхищался его работами и объявил его официальным сюрреалистом.
В 1951 году на празднике в Доме искусств Эдгар познакомился с Лотте Шлегель (нем. Lotte Schlegel). В то время она была студенткой частной художественной школы. Эдгар стал её наставником, вскоре они стали любовниками. В 1953 году Эдгар ушёл из семьи, и стал жить с Лоттой. Уход из семьи сильно повлиял на его сына и жену. Михаэль стал ответственным за финансовое благополучие семьи. Луиза тяжело переживала разрыв и предпринимала попытки суицида, при помощи передозировки снотворным.
В 1958 году он присоединился к Международному центру актуальной фантастики и магии в Брюсселе (фр. Centre International de l’Actualité Fantastique et Magique, см. Fantasmagie).
В 1962 году ему была присуждена премия города Мюнхена Seerosenpreis, а в следующем году он стал почетным членом Мюнхенской академии художеств. В том же году у него случился первый сердечный приступ, и он провел некоторое время в больнице.
Эдгар продолжал писать сюрреалистические работы вплоть до своей смерти в 1965 году от инфаркта миокарда.

#### Эдгар и Михаэль
Считается, что картины Энде оказали значительное влияние на творчество сына. Это выводится из сцен, изображающих сюрреалистические картины-сны из Минруда Йора в «Бесконечной истории» и подробно изложено в книге Михаэля Энде «Зеркало в зеркале» (нем. Der Spiegel im Spiegel), сборнике рассказов, основанных на (и напечатанных вместе) Эдгаре Энде.
По моему мнению, Эдгару Энде нужно было бы присвоить звание, равное рангу Магритта для центральноевропейской живописи. Особенно за то, какую важность его картины имели в то время для развития искусства. Многие учились у него, не признавая этого. Некоторые, правда, это признают. Например, я разговаривал с разными художниками из Венской школы, которые называли Энде «своим отцом». Например, Эрнст Фукс, чрезвычайно ценил его. С Фуксом я разговаривал лично, и он подтвердил, что Энде повлиял на его собственные работы.

## Творчество
Современное искусство ведёт к новым сферам, в которые никогда не входило сознательно. Искусство — это приключение, путешествие в неизвестность, встреча с демонами и ангелами.
Творчество Энде подчеркнуто сюрреалистическое, исполнено преимущественно в живописи, и стоит в одном ряду с произведениями художников-сюрреалистов, творивших в середине XX века. Энде приобрёл первую популярность уже в 1920-х годах, а в послевоенное время получил всемирную известность.

Из примерно 1200 работ, созданных за всю жизнь, сохранилась лишь небольшая часть. Большая часть была утрачена во время Второй мировой войны. 

## Семья

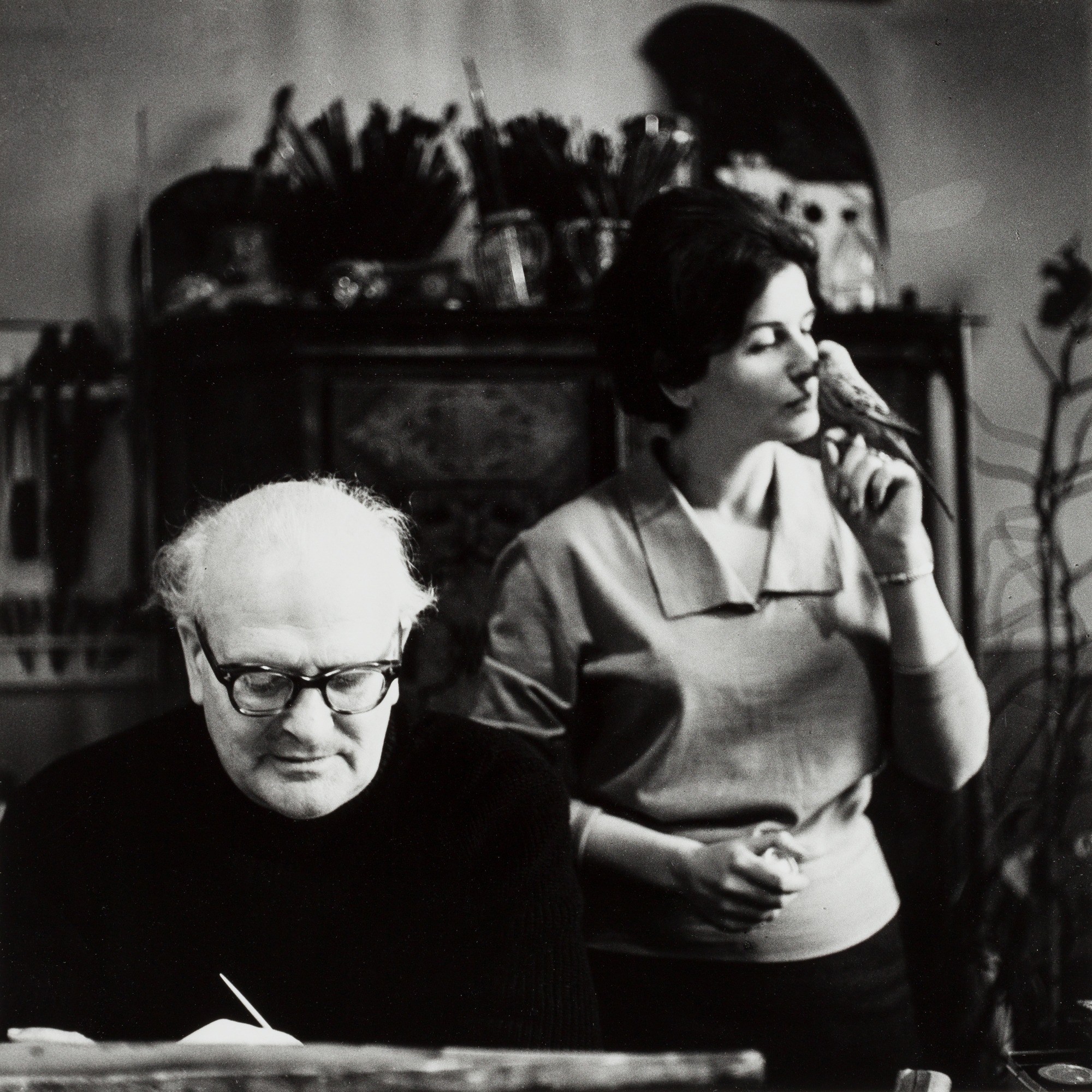
Эдгар и Лотта Шлегель в 1961 году.

- Эдгар и Лотта Шлегель в 1961 году.Густав и Августа Энде (нем. Gustav Ende, Auguste Ende ) — отец и мать Эдгара.
  - Хельмут Энде (нем. Helmuth Ende , 1902 — 1986) — младший брат.
- Гертруда Струнк (нем. Gertrude Strunck) — первая жена, брак 1922 — 1926.
- Луизе Бартоломе (нем. Luise Bartholomä, 1892 — 1973) — вторая жена, брак 1929 — 1953.
  - Михаэль Энде (нем. Michael Ende, 1929 — 1995) — сын.
- Лотта Шлегель (нем. Lotte Schlegel) — третья жена, гражданский брак, 1953 — 1965.